# Atschchoi-Martan

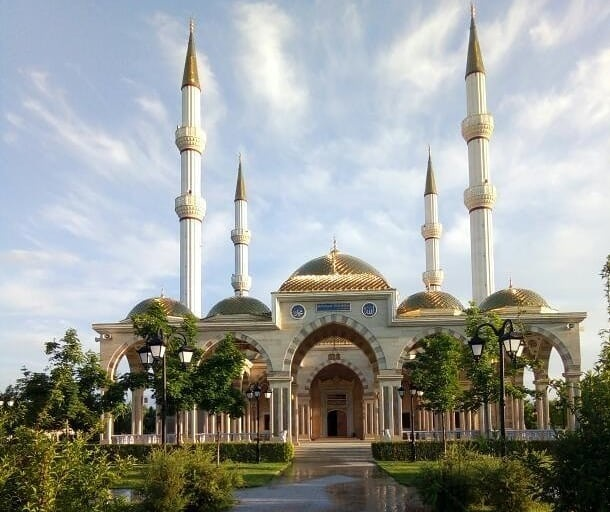
Zentralmoschee

Atschchoi-Martan (russisch Ачхо́й-Марта́н, tschetschenisch ТӀехьа-Марта) ist eine Stadt in der Republik Tschetschenien (Russland) mit 20.172 Einwohnern (Stand 14. Oktober 2010).

## Geographie
Die Siedlung liegt am Nordrand des Großen Kaukasus, dessen Vorberge wenige Kilometer südlich des Ortes auf gut 600 m Höhe ansteigen. Das Dorf befindet sich etwa 35 km Luftlinie westsüdwestlich der Republikhauptstadt Grosny an der Fortanga, einem Zufluss des rechten Terek-Nebenflusses Sunscha 10 km oberhalb der Mündung.
Atschchoi-Martan ist Verwaltungszentrum des gleichnamigen Rajons Atschchoi-Martan.

## Geschichte
Das alte tschetschenische Dorf war zunächst unter dem Namen Atschegi-Kala (russ. Ачеги-Кала, tschetsch. Ӏаьчка-ГӀала) bekannt. Am 23. Januar 1935 wurde es Verwaltungszentrum eines neu gegründeten, gleichnamigen Rajons. In der Periode der Abschaffung der tschetschenischen Autonomie und Deportation der tschetschenischen Bevölkerung von 1944 bis 1957 trugen Rajon und Dorf den russischen Namen Nowoselskoje.
Während des Ersten Tschetschenienkriegs 1994–1996 wurde das Dorf stark beschädigt.
Den Status einer Stadt hat der Ort seit 2023, vorher war Atschchoi-Martan ein großes Dorf (Aul).

### Bevölkerungsentwicklung
| Jahr | Einwohner |
| ---- | --------- |
| 1939 | 6.004     |
| 1959 | 8.389     |
| 1970 | 12.250    |
| 1979 | 12.726    |
| 1989 | 14.680    |
| 2002 | 16.742    |
| 2010 | 20.172    |

Anmerkung: Volkszählungsdaten

## Infrastruktur
Etwa sechs Kilometer nördlich des Dorfes führt die Fernstraße M29 von Rostow am Don zur aserbaidschanischen Grenze vorbei. Einige Kilometer jenseits der Straße liegt
der nächstgelegene Bahnhof Samaschkinskaja an der Eisenbahnstrecke Beslan–Grosny–Gudermes.

## Persönlichkeiten
- Tamerlan Baschajew (* 1996), Judoka
- Magomed Jakujew (* 2004), Fußballspieler
- Magomed Mamakajew, tschetschenischer Dichter, Prosa-Schriftsteller, Publizist und Literaturkritiker
- Magomed Bibulatow, bekannter MMA-Kämpfer
- Rassambek Achmatow, professioneller Fußballspieler